# Stroomgebied van de Torne

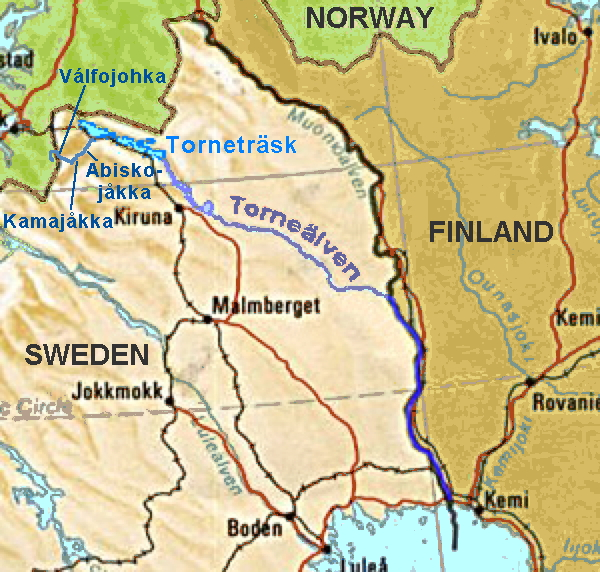
Torne

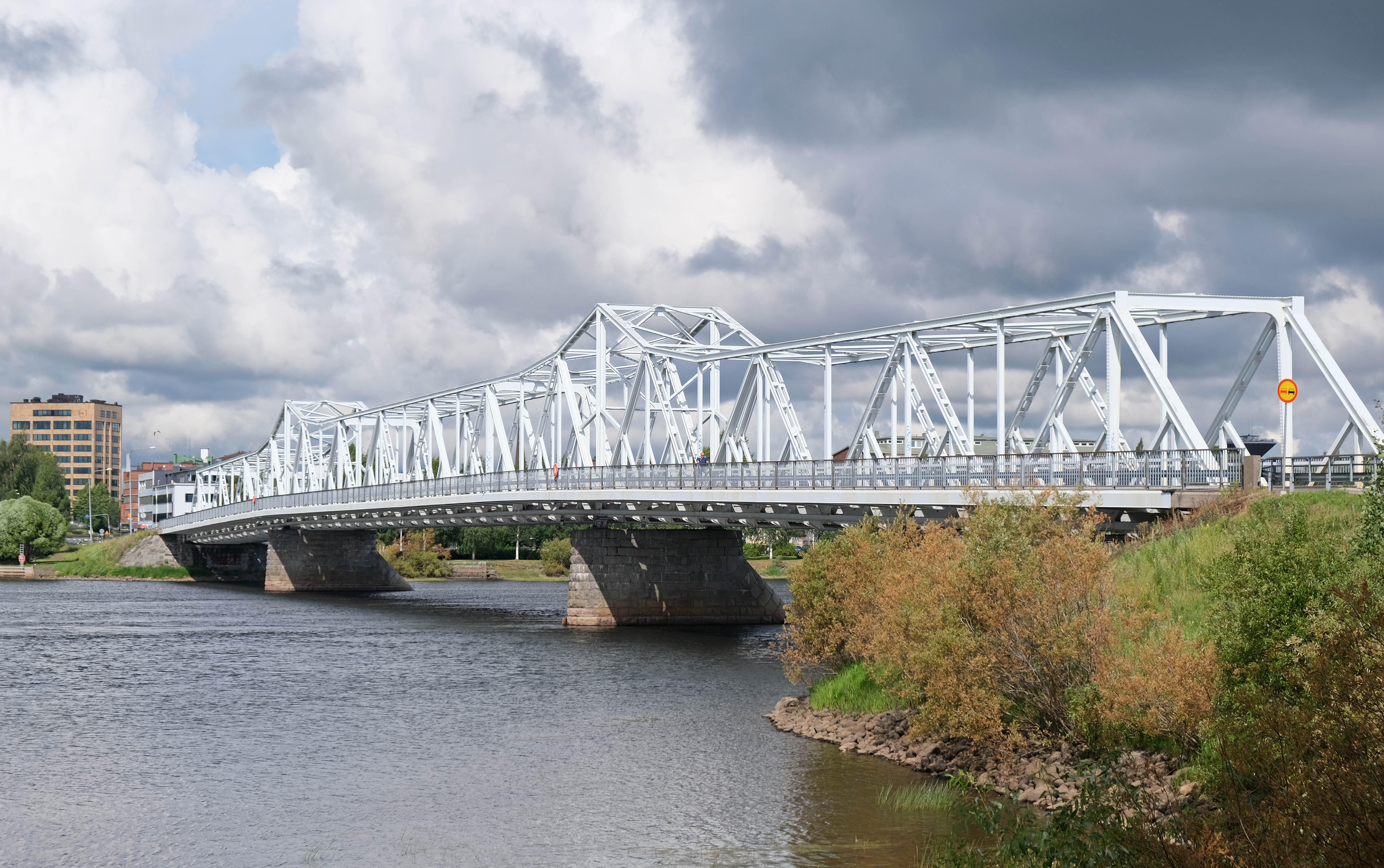
Monding bij Tornio

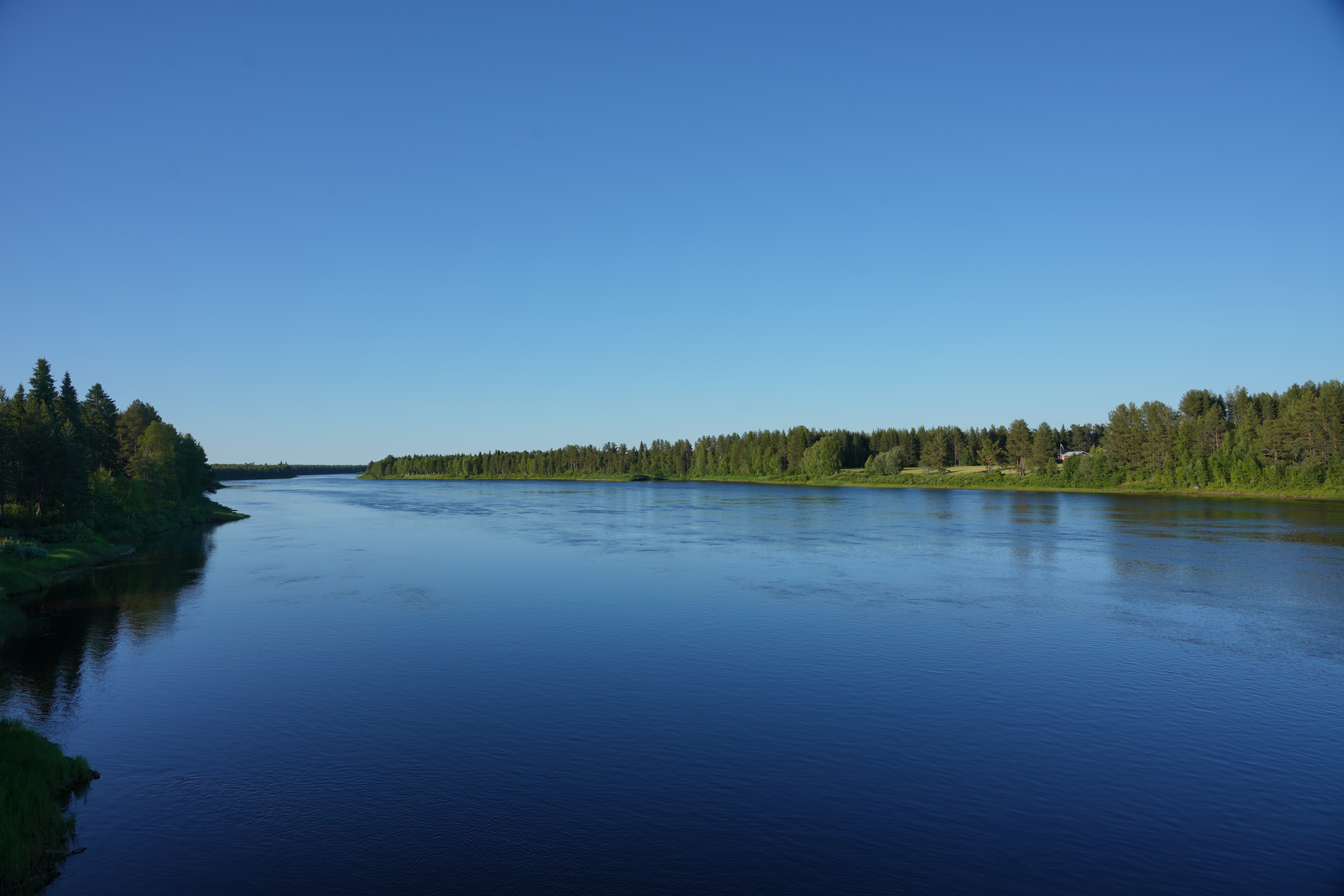
Muoniorivier bij Kolari

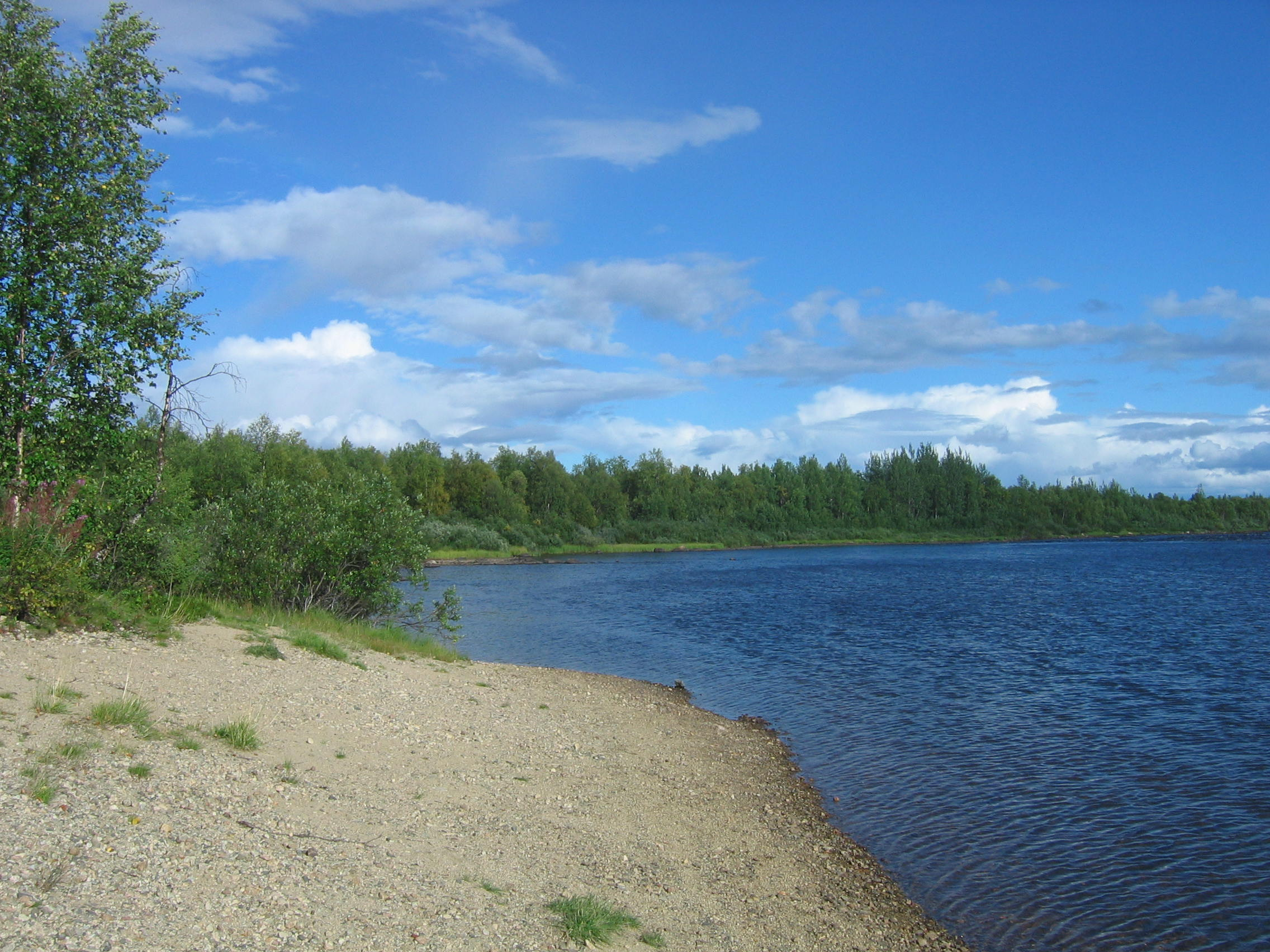
Könkämä

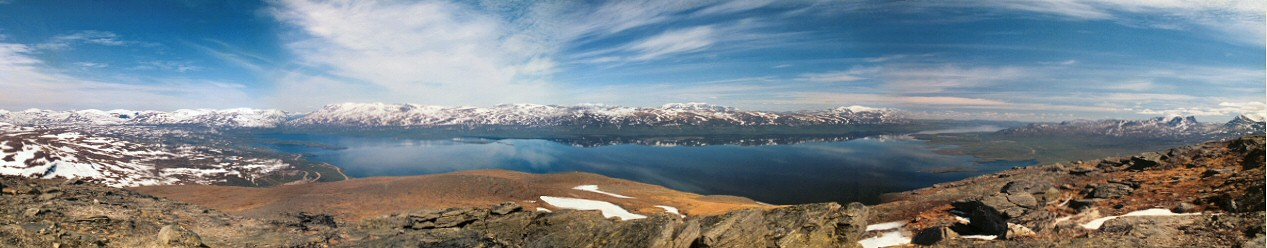
Torneträsk

Het stroomgebied van de Torne is met ruim 40.000 km² een van de grootste binnen Zweden. De Torne zorgt voor de afwatering van het noorden van Zweden, maar ook van delen van Finland F en Noorwegen N. Het schema ziet er als volgt uit:
- Botnische Golf
- Ten noorden van Haparanda en Tornio

1. Torne
  1. Myllyoja
  2. Matorivier
    1. Karhakkarivier

  3. Kaartirivier
  4. Peräoja
  5. Lahenoja
  6. Armasrivier / Puostirivier
    1. Songankirivier
    2. Lammirivier
    3. Einioja
    4. Takahaanoja
    5. Takarivier
      1. Pirttirivier
      2. Veneauttonrivier

    6. Kuurarivier
      1. Haisurivier

  7. Onkioja
  8. Tengeliönrivier Finse rivier
  9. Hiirioja
    1. Pitkäjärvenoja (oost)
    2. Mäntymaanoja

  10. Mettusenoja
  11. Soukolorivier
    1. Nuorarivier
    2. Juorivier
    3. Isorivier / Ylinenrivier
      1. Kuorarivier
      2. Vikevärivier
        1. Uuenjänkänoja

    4. Airioja
    5. Keskinenrivier
      1. Puistisrivier

  12. Hirsimaamoja
  13. Sompasenoja
    1. Keronoja
      1. Syväoja

    2. Pestilänoja

  14. Kahrasenoja
  15. Juovoja
    1. Raajoja
      1. Soukanoja

    2. Aihkioja
    3. Vyönioja
      1. Jokiniemenoja
      2. Järvenpäänoja

  16. Ratasjoki F
  17. Alasenvaara
  18. Paamajoki F
  19. Kuittasrivier
    1. Ylirivier
      1. Lempasrivier
        1. Karjalaisenoja

    2. Jouttenoja
    3. Säivärivier
      1. Hulkkioja
      2. Jylhärivier
        1. Majavarivier
        2. Viitaoja
        3. Pillurivier

  20. Harrinoja
  21. Puruoja
  22. Pentäsrivier
    1. Pahaoja
    2. Vähärivier
    3. Ilvesoja
    4. Kyrörivier
      1. Rovanoja

    5. Peuraoja
    6. Ahvenoja
    7. Aapuarivier
      1. Nikinrivier
      2. Kulminkirivier
        1. Aapuaoja
        2. Luomarivier

    8. Vinsarivier
    9. Suolaoja
    10. Sammakko-oja
    11. Paljukanrivier
    12. Teiririvier
    13. Karhurivier

  23. Pellojoki F
  24. Leipiörivier
  25. Naamirivier
  26. Torisenbeek
  27. Tuporivier
    1. Päärivier
    2. Pahtarivier
    3. Ruokorivier
    4. Utturivier

1. 1. Muonio
  2. Kirkonoja
  3. Mertarivier
  4. Kahurivier
  5. Käymärivier
    1. Pellirivier
    2. Lompolorivier

  6. Liviörivier
    1. Peräjärivier

  7. Siikarivier
  8. Pussurivier
  9. Lainiorivier en Piipiönrivier
    1. Ainettirivier
    2. Kangosenoja
      1. Hulhmeenoja
      2. Syväoja

    3. Akarivier
      1. Vaakinaoja

    4. Nuuksurivier
    5. Patsankirivier
    6. Rauvosrivier
    7. Riipirivier
    8. Kiimarivier
    9. Keräntörivier
      1. Särkirivier
        1. Särkioja

      2. Nikkurivier

    10. Olosrivier
      1. Nuorukkarivier
      2. Koutorivier
      3. Hietarivier
      4. Rytijärvenoja
      5. Ailijärvenoja

    11. Otinkirivier
    12. Vaikkorivier
    13. Saankirivier
      1. Liharivier
      2. Jostorivier
      3. Majavarivier
      4. Pitsirivier
        1. Härkärivier (Pitsirivier)

    14. Temminkirivier
    15. Palorivier (Lainiorivier)
      1. Sokisrivier

    16. Saarilompolonrivier
    17. Maerivier
    18. Pullirivier
    19. Sattarivier
    20. Siikarivier
    21. Myllyrivier
      1. Kuormakkarivier
        1. Paljasrivier
        2. Eliaksenrivier
        3. Pierfalarivier

    22. Umpuririvier
    23. Särkirivier
    24. Parasrivier
    25. Kesäsrivier
      1. Härkärivier (Kesäsrivier)

    26. Alanen Siururivier
      1. Nalmuisenrivier

    27. Ylinen Siururivier
      1. Råvvejåkka

    28. Tulusrivier
      1. Ryssärivier

    29. Lainiorivier (klein)
    30. Anteruksenrivier
    31. Leevinrivier
    32. Verkasrivier
    33. Harririvier (Lainio)
    34. Hangasrivier
    35. Åggojåkka
      1. Härrajåkka
      2. Rasikkarivier
      3. Noordelijke Åggojåkka
      4. Zuidelijke Åggojåkka

    36. Pulsurivier
      1. Muljokjåkka
        1. Heukakårsa
        2. Siimarivier

      2. Råpejåkka
      3. Unnačuolmažajohka
        1. Ellajåkka

      4. Vuomajåkka
        1. Huhtatjuolmajåkka

      5. Jarenjåkka
        1. Ripakjåkka
        2. Rautojåkka
        3. Väjekjåkka

      6. Taavarivier
        1. Kållujåkka
        2. Kåntejåkka

      7. Riukojåkka

    37. Rotnurivier
    38. Avgurrivier
    39. Kuoujajåkka
      1. Hoharivier

    40. Mohchatrivier
    41. Hiitanrivier
    42. Láfutrivier
      1. Guolbanrivier
      2. Njiulujåkka
      3. Njuovččajohka
      4. Skierrerivier

    43. Råhpesoaivrivier
    44. Gildurivier
    45. Rovašrivier
    46. Kaskasjåkka
      1. Leaiberivier
      2. Geavvgusrivier
      3. Árjjatrivier
      4. Biedjurivier

    47. Jeutojåkka
    48. Liigevuomirivier
    49. Vuomatsjuolmarivier
    50. Råstrivier
      1. Gievnanjunirivier
      2. Áitečuolmmarivier
      3. Passejåkka
      4. Unna Čuolmmasrivier
      5. Piggusrivier
      6. Såtsanjåkka
      7. Vutnesj-jåkka
        1. Gillarrivier
        2. Golggutrivier

      8. Rávdurivier
      9. Virkkalrivier
      10. Omatrivier
        1. Ákčarivier

      11. Kassåivejåkka

    51. Tavvarivier
      1. Seidasčuolmmarivier
      2. Seidasrivier
      3. Hårrerivier
        1. Skierrerivier
        2. Skázarivier
        3. Vidnarrivier
        4. Vielmmis
        5. Váhtterivier
        6. Seavdnjatvuomusrivier

      4. Tsåutsojåkka
      5. Itterivier
        1. Goktarivier

      6. Kårverivier
        1. Päkkerivier
          1. Kiepanjåkka

        2. Skittsekallojåkka
        3. Sinukjåkka
        4. Sáhpanlágurivier

  10. Kivijänkänrivier / Säynäjärivier
  11. Junorivier
    1. Kanisrivier
    2. Juntikkarivier
    3. Pikkurivier
    4. Mätikköoja

  12. Savirivier
  13. Myllyrivier
  14. Pitkäjärvenoja (noord)
  15. Nurmarivier
  16. Orjasrivier
  17. Näveririvier
  18. Ounisrivier
    1. Ripakkarivier
    2. Vasararivier
      1. Säyrisrivier

  19. Mikkelirivier
  20. Puolisrivier
    1. Pennikarivier
    2. Mätikkörivier
    3. Leuskarivier

  21. Vittangirivier
    1. Airirivier
    2. Valkkirivier
    3. Kulirivier
    4. Maltosrivier
    5. Karittemenrivier
    6. Maattarivier
      1. Nalmuisenrivier
      2. Askasrivier

    7. Angeriasrivier
    8. Sekkurivier
      1. Karsahakrivier

    9. Rauturivier
    10. Maerivier
    11. Piettarasrivier
    12. Sevurivier
      1. Kälnamrivier
      2. Poketinrivier

    13. Rovarivier
    14. Sakkirivier
    15. Rienakkarivier
      1. Tuolpukkarivier

    16. Birtimesrivier / Pyrrtimysjoki
      1. Gopparivier
        1. Gámssarivier

      2. Tjåurarivier
      3. Vassirivier
        1. Muosurivier
        2. Skilzerivier
        3. Skartarivier

      4. Kärkejåkka
      5. Ripakjåkka

  22. Pysärivier
  23. Äijäjoki
    1. Jänkkäjärvenrivier
    2. Liekorivier
    3. Koiravaaranoja

  24. Vathanrivier
  25. Luongasrivier
    1. Kaalama
    2. Uusirivier
    3. Kursurivier
    4. Liukattirivier
      1. Pruukinrivier
      2. Bergsmannirivier
      3. Tansaririvier
      4. Kaivorivier
      5. Luukarivier

  26. Nilusrivier
  27. Paurankirivier
  28. Kippasrivier
  29. Pounurivier
    1. Panneetrivier

  30. Nälkärivier
  31. Soutusrivier
  32. Siikarivier
  33. Sautusrivier
    1. Sularivier

  34. Myllyrivier (Jukkasjärvi)
  35. Alttarivier
  36. Luossarivier
    1. Tuollurivier
      1. Nukutusrivier

    2. Pahtarivier (Kiruna)
Kiruna
    3. Vuolusrivier
      1. Reasskarivier
      2. Huornasrivier

  37. Rautasrivier
    1. Askasrivier
    2. Käyrärivier
    3. Pahtarivier
    4. Vuonarivier
      1. Tiansbeek
      2. Gilvatrivier
      3. Geinnodakrivier
      4. Ráhpurivier

    5. Kaitasrivier
    6. (Oost Suorri) en (West Suorri)
      1. Njuotjanjåkka (West Suorri)
        1. Homurivier
        2. Njoallumrivier
          1. Kamasjåkka
          2. Juovarivier

    7. Lävasrivier
      1. Sálvvurivier
      2. Časkarivier
      3. Jolbbárivier
      4. Eustilrivier
      5. Oost Čeamirivier
      6. Valasrivier (Lävasrivier)
      7. West Čeamirivier
      8. Pieltjarivier
        1. Beahččarrivier

      9. Oost Suorda
      10. West Suorda

    8. Durkkerivier
    9. Snánnavieddjira
    10. Sepporivier
    11. Subasrivier
    12. Kuolpanrivier
      1. Eahpárusrivier
      2. Lahttekrivier

    13. Bárttarivier
    14. Seutitrivier
    15. Goalkašrivier
      1. Nissonvalleirivier

    16. Báhkkabahoknjira
    17. Alesrivier
      1. Vierrorivier
      2. Oostelijke Hongganbeek
        1. Westelijke Hongganbeek

      3. Biegganbeek
      4. Godurivier
      5. Bossosrivier
      6. Gungarrivier
      7. Sielmanbeek
        1. Ceavccanbeek

      8. Luoktekbeek
      9. Muorahisrivier

    18. Rautojåkka
    19. Tjärrorivier

  38. Torneträsk vanuit het oosten
    1. Stalojåkka
      1. Vadnejåkka
      2. Ovdosjohka
      3. Latnirivier
      4. Luossarivier

  39. Torneträsk vanuit het zuiden
    1. Nakerrivier
      1. Guoskkarivier
      2. Sarvárivier
        1. Biernerivier
        2. Westelijke Holgganbeek

    2. Luopasjoki
    3. Niusakrivier
      1. Leissuhallam
      2. Tjuolmarivier
        1. Adjakbeek

    4. Rasbeek
    5. Golkkokrivier
      1. Bonjinbeek

    6. Pessinenrivier (zuid)
      1. Suororivier
      2. Adjakrivier

    7. Vuoskorivier
      1. Mielletjåkka
        1. Váimotjåkka

    8. Abiskorivier
      1. Rihtonjira
      2. Kårsajåkka
      3. Nissonrivier
      4. Pallentjåkka
        1. Tjåmunastjåkka

      5. Gámaeatnu
        1. Baozotjåkka
        2. Håikanjåkka
        3. Válffotjåkka
        4. Snáraptjåkka
        5. Svarttenjira

    9. Rakasjåkka
    10. Kåppasjåkka

  40. Torneträsk vanuit het noorden
    1. Katturivier
    2. Rakisrivier
      1. Vuoskurivier
      2. Vuomarivier
      3. Valasrivier (Rakisrivier)

    3. Avzzerivier
    4. Ripasrivier
      1. Orohakbeek
      2. Sarvárivier
      3. Beaivverivier
      4. Ittanrivier

    5. Muotkadakrivier
    6. Sarvárivier
    7. Oostelijke Tuopterivier
    8. Westelijke Tuopterivier
    9. Vakkejåkka (Orddajohka)
      1. Tjalmerivier
      2. Balggesklifrivier
      3. Tjuonjarivier

    10. Pessinenrivier (noord)
    11. Jieprenrivier
    12. Snuririvier
      1. Riksorivier

    13. Gurtterivier

  41. Torneträsk vanuit het westen direct in het meer
    1. Njuorarivier
      1. Vadvejåkka
      2. Tjunojåkka
      3. Kårtjejåkka

    2. Paktajåkka
      1. Katterjåkk
      2. Vassijåkka
        1. Bassenjira

      3. Låktajåkka
      4. Ráigenjira